# Falcònia Proba
Falcònia Proba (en llatí: Falconia Proba) fou una poetessa romana molt admirada a l'edat mitjana, que va néixer en lloc i època desconeguts; Roma, Orte i altres ciutats reclamaren l'honor del seu naixement.
La sola obra que li és coneguda és el Cento Vergilianus de laudibus Christi, dirigida a l'emperador Honori suposadament el 393. Es tracta d'un centó en hexàmetres que explica la creació del món a partir de la Bíblia i la vida de Crist, fent servir únicament versos de Virgili no gaire retocats.
Se sap que va escriure altres obres, una concretament sobre les guerres civils, però no en queda rastre. Alguns autors li van atribuir l'obra Homerocentones, un poema de temàtica religiosa formada per versos d'Homer, però en realitat correspon a Eudòxia Augusta.
Podria ser la noble Anícia Faltònia Proba, esposa d'Olibri Probus (o Hermogenià Olibri), que apareix esmentat en els fastos com a col·lega d'Ausoni en el consolat del 379; és a dir, la mare dels consols Olibri i Probí, o segons Procopi la dama que va obrir la porta de Roma als gots d'Alaric I. Isidor de Sevilla l'anomena «proba uxor Adelfii Proconsulis», i en un altre passatge com a «proba uxor Adolphi mater Olibrii et Aliepii cum Constantii bellum adversus Magnentium conscripsisset, conscripsit et hunc librum».